# Jan Sýkora
Jan Sýkora (Plzeň, 29 dicembre 1993) è un calciatore ceco, centrocampista del Viktoria Plzeň.

## Caratteristiche tecniche
Centrocampista centrale, può giocare come esterno su entrambe le fasce e anche come terzino.

## Carriera

### Club
Cresce nelle giovanili dello Sparta Praga, col quale tuttavia non esordisce mai. Nella stagione 2014-2015 passa in prestito allo Sbrojovka Brno, militante in massima divisione, e con essi realizza i suoi primi gol da professionista.
A fine anno viene acquistato dallo Slovan Liberec, con cui il 1º ottobre 2015 esordisce in Europa League nella trasferta francese contro l'Olympique Marsiglia. Impiegato sia come esterno di difesa e di centrocampo sia come centrocampista centrale, Sýkora termina la prima stagione con le Libe con un totale di 29 match giocati e una rete segnata, nella trasferta di Ostrava. Riconfermato per la stagione successiva, ha modo di indossare anche la fascia di capitano in Europa League nei due match, entrambi persi, contro la Fiorentina di Paulo Sousa.
A gennaio 2017 torna a Praga, ma stavolta allo Slavia, dove contribuisce alla vittoria del campionato ceco. Sempre con la maglia dello Slavia vince una coppa della Repubblica Ceca.
Nel gennaio 2019 viene nuovamente ceduto allo Slovan Liberec in prestito, con il quale gioca i play-off per il titolo, venendo premiato comunque per le vittorie di campionato e coppa da parte dello Slavia. Tornato alla base, Sýkora vive l'ennesimo prestito, stavolta allo Jablonec con il quale realizza il suo record personale di marcature, nove.
Il 24 agosto 2020 passa al Lech Poznań per 700.000 euro, esordendo sei giorni più tardi nel match casalingo contro il Wisła Płock. La stagione con i kolejorz, tuttavia, si rivela difficile per lui, a causa di problemi personali e dell'andamento altalenante della squadra. Conclude la stagione con appena una rete all'attivo in trentuno gare giocate, venendo molto criticato da stampa e tifosi.
Nell'estate successiva si vanno intensificando le voci di una sua possibile partenza, fino al 27 agosto, quando il Lech annuncia di averlo ceduto in prestito al Viktoria Plzen, ottenendo il diritto di farlo rientrare a gennaio. Esordisce con la nuova maglia due giorni più tardi, disputando da titolare la gara contro l' Hradec Králové.

### Nazionale
Esordisce in nazionale il trentuno ottobre 2016 nel match contro l'Armenia, vinto per 3-0 dai suoi. Un anno più tardi, l'otto novembre 2017, realizza il suo primo gol in nazionale in trasferta contro l'Islanda.

## Statistiche

### Presenze e reti nei club
Statistiche aggiornate al 18 aprile 2022.
| Stagione        | Squadra         | Campionato      | Campionato | Campionato | Coppe nazionali | Coppe nazionali | Coppe nazionali | Coppe continentali | Coppe continentali | Coppe continentali | Altre coppe | Altre coppe | Altre coppe | Totale | Totale |
| Stagione        | Squadra         | Comp            | Pres       | Reti       | Comp            | Pres            | Reti            | Comp               | Pres               | Reti               | Comp        | Pres        | Reti        | Pres   | Reti   |
| --------------- | --------------- | --------------- | ---------- | ---------- | --------------- | --------------- | --------------- | ------------------ | ------------------ | ------------------ | ----------- | ----------- | ----------- | ------ | ------ |
| 2011-2012       | Sparta Praga B  | 2L              | 23         | 3          | -               | -               | -               | -                  | -                  | -                  | -           | -           | -           | 23     | 3      |
| 2012-2013       | Sparta Praga    | 1L              | 0          | 0          | -               | -               | -               | -                  | -                  | -                  | -           | -           | -           | -      | -      |
| 2013-2014       | Sparta Praga    | 1L              | 0          | 0          | PF              | 0               | 0               | -                  | -                  | -                  | -           | -           | -           | 0      | 0      |
| 2014-2015       | Zbrojovka Brno  | 1L              | 26         | 4          | -               | -               | -               | -                  | -                  | -                  | -           | -           | -           | 26     | 4      |
| 2015-2016       | Slovan Liberec  | 1L              | 21         | 1          | PF              | 4               | 0               | UEL                | 4                  | 0                  | -           | -           | -           | 29     | 1      |
| 2016-gen.2017   | Slovan Liberec  | 1L              | 13         | 1          | PF              | 0               | 0               | UEL                | 9                  | 4                  | -           | -           | -           | 22     | 5      |
| gen.-mag. 2017  | Slavia Praga    | 1L              | 11         | 1          | PF              | 1               | 0               | -                  | -                  | -                  | -           | -           | -           | 12     | 1      |
| 2017-2018       | Slavia Praga    | 1L              | 17         | 2          | PF              | 3               | 1               | UEL                | 7                  | 0                  | -           | -           | -           | 27     | 2      |
| 2018-gen. 2019  | Slavia Praga    | 1L              | 12         | 1          | PF              | 1               | 1               | UEL                | 4                  | 0                  | -           | -           | -           | 17     | 2      |
| gen.-mag. 2019  | Slovan Liberec  | 1L              | 8          | 1          | PF              | 1               | 1               | -                  | -                  | -                  | -           | -           | -           | 9      | 2      |
| 2019-2020       | Jablonec        | 1L              | 29         | 9          | PF              | 3               | 0               | UEL                | 2                  | 0                  | -           | -           | -           | 34     | 9      |
| 2020-2021       | Lech Poznań     | E               | 22         | 0          | PP              | 3               | 0               | UEL                | 7                  | 1                  | -           | -           | -           | 31     | 1      |
| lug.-ago. 2021  | Lech Poznań     | E               | 4          | 0          | PP              | 0               | 0               | -                  | -                  | -                  | -           | -           | -           | 4      | 0      |
| ago. 2021-2022  | Viktoria Plzeň  | 1L              | 29         | 4          | PF              | 1               | 0               | -                  | -                  | -                  | -           | -           | -           | 30     | 4      |
| Totale carriera | Totale carriera | Totale carriera | 209        | 26         |                 | 16              | 3               |                    | 33                 | 6                  |             | -           | -           | 259    | 35     |

### Cronologia presenze e reti in nazionale
| Cronologia completa delle presenze e delle reti in nazionale ― Rep. Ceca | Cronologia completa delle presenze e delle reti in nazionale ― Rep. Ceca | Cronologia completa delle presenze e delle reti in nazionale ― Rep. Ceca | Cronologia completa delle presenze e delle reti in nazionale ― Rep. Ceca | Cronologia completa delle presenze e delle reti in nazionale ― Rep. Ceca | Cronologia completa delle presenze e delle reti in nazionale ― Rep. Ceca | Cronologia completa delle presenze e delle reti in nazionale ― Rep. Ceca | Cronologia completa delle presenze e delle reti in nazionale ― Rep. Ceca |
| Data                                                                     | Città                                                                    | In casa                                                                  | Risultato                                                                | Ospiti                                                                   | Competizione                                                             | Reti                                                                     | Note                                                                     |
| ------------------------------------------------------------------------ | ------------------------------------------------------------------------ | ------------------------------------------------------------------------ | ------------------------------------------------------------------------ | ------------------------------------------------------------------------ | ------------------------------------------------------------------------ | ------------------------------------------------------------------------ | ------------------------------------------------------------------------ |
| 31-8-2016                                                                | Mladá Boleslav                                                           | Rep. Ceca                                                                | 3 – 0                                                                    | Armenia                                                                  | Amichevole                                                               | -                                                                        | 46’                                                                      |
| 11-10-2016                                                               | Ostrava                                                                  | Rep. Ceca                                                                | 0 – 0                                                                    | Azerbaigian                                                              | Qual. Mondiali 2018                                                      | -                                                                        |                                                                          |
| 15-11-2016                                                               | Praga                                                                    | Rep. Ceca                                                                | 1 – 1                                                                    | Danimarca                                                                | Amichevole                                                               | -                                                                        | 47’                                                                      |
| 22-3-2017                                                                | Praga                                                                    | Rep. Ceca                                                                | 3 – 0                                                                    | Lituania                                                                 | Amichevole                                                               | -                                                                        | 62’                                                                      |
| 8-10-2017                                                                | Plzeň                                                                    | Rep. Ceca                                                                | 5 – 0                                                                    | San Marino                                                               | Qual. Mondiali 2018                                                      | -                                                                        | 63’                                                                      |
| 8-11-2017                                                                | Doha                                                                     | Islanda                                                                  | 1 – 2                                                                    | Rep. Ceca                                                                | Amichevole                                                               | 1                                                                        | 62’                                                                      |
| 11-11-2017                                                               | Doha                                                                     | Qatar                                                                    | 0 – 1                                                                    | Rep. Ceca                                                                | Amichevole                                                               | -                                                                        | 62’                                                                      |
| 1-6-2018                                                                 | Sankt Pölten                                                             | Australia                                                                | 4 – 0                                                                    | Rep. Ceca                                                                | Amichevole                                                               | -                                                                        | 57’                                                                      |
| 6-9-2018                                                                 | Uherské Hradiště                                                         | Rep. Ceca                                                                | 1 – 2                                                                    | Ucraina                                                                  | UEFA Nations League 2018-2019 - 1º turno                                 | -                                                                        | 90+2’                                                                    |
| 10-9-2018                                                                | Rostov sul Don                                                           | Russia                                                                   | 5 – 1                                                                    | Rep. Ceca                                                                | Amichevole                                                               | -                                                                        | 65’                                                                      |
| 11-11-2021                                                               | Olomouc                                                                  | Rep. Ceca                                                                | 7 – 0                                                                    | Kuwait                                                                   | Amichevole                                                               | 2                                                                        | 72’                                                                      |
| 16-11-2021                                                               | Praga                                                                    | Rep. Ceca                                                                | 2 – 0                                                                    | Estonia                                                                  | Qual. Mondiali 2022                                                      | 1                                                                        | 28’                                                                      |
| 24-3-2022                                                                | Solna                                                                    | Svezia                                                                   | 1 – 0 dts                                                                | Rep. Ceca                                                                | Qual. Mondiali 2022                                                      | -                                                                        | 90+2’                                                                    |
| 29-3-2022                                                                | Cardiff                                                                  | Galles                                                                   | 1 – 1                                                                    | Rep. Ceca                                                                | Amichevole                                                               | -                                                                        | 46’                                                                      |
| Totale                                                                   |                                                                          | Presenze                                                                 | 14                                                                       |                                                                          | Reti                                                                     | 4                                                                        |                                                                          |

## Palmarès

### Club

#### Competizioni nazionali
- Campionato ceco: 3

Slavia Praga: 2016-2017, 2018-2019
Viktoria Plzeň: 2021-2022
- Coppa della Repubblica Ceca: 3

Slavia Praga: 2017-2018, 2018-2019
Sigma Olomouc: 2024-2025